# Василівка (Слобожанська селищна громада)
Васи́лівка — село в Україні, у Слобожанській селищній громаді Дніпровського району Дніпропетровської області. Населення, за переписом 2001 року, становило 257 осіб. В селі проживає 57 осіб

## Географія
Село Василівка розташоване за 1,5 км від правого берега річки Маячка, вище за течією на відстані 2 км розташований смт Іларіонове (Синельниківський район), нижче за течією на відстані 1,5 км наявне місто Дніпро. Річка в цьому місці пересихає. Поруч проходять автомобільна дорога Т 0401 (Т 0442) і залізниця, станція Платформа 212 км за 1 км.

## Історія
1989 року за переписом тут проживало приблизно 260 осіб.

## Природоохоронні території
Поблизу села розташовані ботанічні заказники місцевого значення: Балка Бубликова, Балка Липова, Балка Орлова, Балка Осипова і Балка Павлівська, а також ботанічна пам'ятка природи місцевого значення Павлівський ліс.

## Населення

### Мова
Розподіл населення за рідною мовою за даними перепису 2001 року:
| Мова       | Кількість | Відсоток |
| ---------- | --------- | -------- |
| українська | 218       | 84.82%   |
| російська  | 39        | 15.18%   |
| Усього     | 257       | 100%     |

## Відомі люди

### У селі народилися
- Василь Олександрович Семенов (1904—1981) — воєначальник, у початковий період Другої світової війни командувач 22-ї стрілецької дивізії 1-ї Окремої Червонопрапорної армії, генерал-майор (1941).

## Походження назви
У деяких документах село називають Василь'ївка.

## Економіка
- Молочнотоварна, птахо-товарна, свинотоварна та вівцетоварна ферма, машинно-тракторні майстерні.

## Об'єкти соціальної сфери
- Школа.
- Дитячий садок.
- Клуб.
- Будинок культури.
- Фельдшерсько-акушерський пункт.
- Лікарня.
- Спортивний майданчик.
- Стадіон.

## Пам'ятки
- Братська могила радянських воїнів.